# ჵ
Hoe (ჰოე), este o literă arhaică a alfabetului georgian și nu se mai folosește
la scrierea limbii georgiene.

## Forme
| asomtavruli | nuskhuri | mkhedruli |
| ----------- | -------- | --------- |
|             |          |           |

## Reprezentare în Unicode
- Asomtavruli Ⴥ : U+10C5
- Mkhedruli și Nuskhuri ჵ : U+10F5